# Belmonte Mezzagno
Belmonte Mezzagno település Olaszországban, Szicília régióban, Palermo megyében. Lakosainak száma 10 858 fő (2023. január 1.). Belmonte Mezzagno Altofonte, Misilmeri, Palermo és Santa Cristina Gela községekkel határos.

## Népesség
A település népességének változása:
| Lakosok száma | 11 253 | 11 239 | 10 858 |
|               | 2017   | 2018   | 2023   |